# アリシェル・ウスマノフ
アリシェル・ウスマノフ（Алише́р Бурха́нович Усма́нов アリシェール・ブルハーナヴィチ・ウスマーナフ、 1953年9月9日 - ）はウズベク人系の、ロシア連邦の大実業家で、ガスプロム・コンツェルンの最重要人物、億万長者、巨大冶金工業企業ウラル・スチール（Уральской стали）ミハイロフスキーおよびレベジンスキー採鉱選鉱一貫工場（Лебединский ГОК）、オスコリスキー電気冶金工場（Оскольского электрометаллургического комбината）（メタロインベスト・ホールディングとの合弁） の共同経営者。2008年のフォーブス誌によれば93億$で世界第91位・ロシア国内第19位の資産家。

## 経歴
アリシェル・ウスマノフの父ブルハン・ウスマノフ（Бурхан Усманов）はタシケントの検察官だった。
- 1976年 - 国際法を専攻してモスクワ国際関係大学を卒業。学友にセルゲイ・ヤストルジェンブスキー（Сергей Ястржембский）が居た。ソ連科学アカデミーの科学士官、ウズベキスタン中央委員会の上級所長秘書、ソヴィエト平和防衛委員会（Советский комитет защиты мира）の海外経済総合主事を務めた。
- 1980年 - ウスマノフは、KGBの特別部門捜査係であり、ウズベクKGB議長代理の息子である友人ナスィモフと共に、レイプと財物強要その他の罪で8年間収監された。ウスマノフとナスィモフの父親たちは息子らの「悪戯」によって職を追われた。ウスマノフが仮出所したのは1986年の事で「誠実な反省」と「模範囚だったこと」による。後に政治的弾圧の被害者であると主張された。2000年7月、ウズベキスタン最高裁判所はウスマノフを完全に社会復帰させ、彼の犯罪は捏造であったとした。[2]
- 1990年〜1994年 - ЗАО«Интеркросс»初代総合取締役代理。
- 1994年〜1995年 - モスクワ飛行機製造組合（МАПО）顧問。
- 1995年〜1997年 - 初代МАПО銀行頭取。
- 1994年〜1998年 ― 銀行間投資財政企業«Интерфин»(ЗАО «МИФК „Интерфин“»）取締役。
- 1997年 - ロシア連邦国立財政アカデミーを「銀行業務」専攻で卒業。
- 1997年〜2001年 - 取締役委員会ОАО «Архангельскгеодобыча»（АГД）委員。
- 1998年11月〜2000年2月 - ООО «Газпроминвестхолдинг»初代取締役代理。
- 2000年11月〜2001年7月 - ОАО «Газпром»（公開有限責任会社ガスプロム）の委員会議長顧問。
- 2000年2月以降 ― ООО «Газпроминвестхолдинг»（ガスプロム子会社、その売掛金で借りられている）総合取締役 (дочерняя компания «Газпрома», занимается возвращением его дебиторской задолженности)。この役職でウスマノフにガスプロムの、«Севернефтегазпром»資本100%支配が返還され南ロシア最大のシェアを有し、«Запсибгазпром»と«Сибур»の資本を支配し、更には«Стройтрансгаз»株を50%以上集める。

彼はロシア・フェンシング協会の会長でもある。彼の妻イリナ・ヴィネルは新体操のヘッドコーチである。
2008年12月6日 - 国際フェンシング連盟の会長となった。当時の会長であるフランスのルネ・ロックに66:61の5票差で勝利した結果だった。
2009年4月28日 - 身体文化およびスポーツ、スポーツ向上、2014年ソチ第22回冬季オリンピックおよび第11回パラリンピック、2013年カザン第27回夏季ユニバーシアード準備および遂行のためのロシア大統領直属議会（Совета при Президенте Российской Федерации по развитию физической культуры и спорта, спорта высших достижений, подготовке и проведению XXII Олимпийских зимних игр и XI Паралимпийских зимних игр 2014 года в г. Сочи, XXVII Всемирной летней универсиады 2013 года в г. Казани）の構成員となる。
2022年2月にロシアによるウクライナ侵略が開始されて以降、欧米諸国はウラジーミル・プーチン大統領に近い人物への経済制裁を検討し、EUの制裁リストに入れられたことで3月1日に国際フェンシング連盟の会長を辞任。3月3日にはアメリカ合衆国よりウスマノフ含む富豪8名とその家族が制裁対象に指定され、ウスマノフが所有するスーパーヨットと自家用飛行機もその対象となった。
ロシアのウクライナ侵攻後に欧州連合（EU）などから制裁を受け、会長としての職務を停止していたウスマノフだったが、国際フェンシング連盟の会長選が2024年11月30日にタシケントで行われ、ウスマノフが再び選ばれたが、国際フェンシング連盟は12月4日、ウスマノフが自ら役職停止を申し出たと発表した。

## 買収・収集
2006年、彼は個人的にパートナーを得た。ボリス・ベレゾフスキーとバドリ・パタルカツィシヴィリの両名と共に100%出資の出版社«Коммерсантъ»を立ち上げた。
2007年8月末それはRed and White Holdingとして知られるようになり、副オーナーアリシェル・ウスマノフ（50%）が7500万ポンド（約1億5千万$）で14.58%のアーセナル・ホールディングス（ロンドンのアーセナルFCのオーナー（100%））の株を取得。更に2007年9月には持ち株比率を21%に上げた。9月末には更に2%を取得し23%を集めた。
2007年9月17日からは始まったサザビーズの450点からなるムスティスラフ・ロストロポーヴィチとガリーナ・ヴィシネフスカヤのコレクションを買った。税その他の支払いを入れると1億$にものぼる。
注目すべき事に中間見積によればコレクション費用は2600万〜4000万$に及ぶ。買取の後、ウスマノフはコレクションをロシア政府に寄贈し、それらはコンスタンチン宮殿（サンクトペテルブルク）に展示された。
2007年9月、ウスマノフはアメリカ合衆国から1980年代にアメリカ合衆国から移住してきたロシアの映画俳優オレグ・ヴィドフ、最高のソビエトのアニメーションの巨大コレクション全ての権利を買った。15年をかけてヴィドフはコレクションを完全に修復して、取引をするとウスマノフはすぐに全ロシア国営テレビ・ラジオ放送会社の子供向けチャンネル«Бибигон»へ寄付した。
2008年5月、彼がロシアの携帯電話事業者メガフォン（МегаФон）をデンマークのジェフリー・ガルモンド（Jeffrey Galmond）から買った。取引の結果携帯電話のシェアの39.3%を占めるようになった。取引の見積額は少なくとも50億$に達する。
更にアーセナルFCのオーナー株比率は25%に増やした。.
約6億ドル相当のスーパーヨットを所有していたが、2022年2月、ロシアがウクライナ侵攻を行った際の経済制裁に伴い差し押さえを受けた。